# Catedral de San Carlos Borromeo (Monterrey)
La catedral de San Carlos Borromeo  (en inglés: Cathedral of San Carlos Borromeo) es la catedral de la diócesis de Monterrey. Está localizada en 550 Church St. en Monterey, California. La Catedral de San Carlos Borromeo, también conocida como Capilla Real Presidio. La catedral es la más antigua parroquia en operación continua y la más antigua construida de piedra de California. Fue construida en 1794 convirtiéndola en la catedral más antigua (y la más pequeña), junto con la Catedral de San Luis de Nueva Orleans, Luisiana. Es la única capilla existente en el presidio de California y el único edificio existente del Presidio de Monterey. Pertenece a la diócesis de Monterey en California.

## Historia
La iglesia fue fundada por el Padre franciscano Junípero Serra como la capilla de la Misión de San Carlos Borromeo de Carmelo el 3 de junio de 1770. El padre Serra estableció por primera vez la misión original de Monterey en este lugar el 3 de junio de 1770, cerca de la aldea natal de Tamo. Sin embargo, el padre Serra se comprometió a la iglesia, en una época donde cundía el poder del Gobernador Militar Pedro Fages, que tenía su sede en el Presidio de Monterey y desempeñándose como gobernador de Alta California entre 1770 y 1774.